# Clast

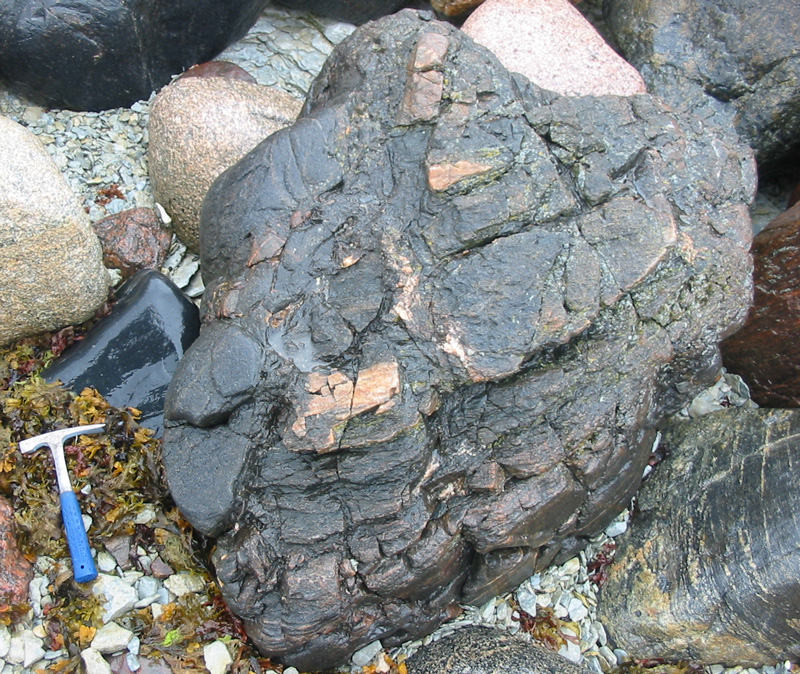
Bretxa clàstica producte d'un meteorit

Un clast és principalment un fragment d'una roca sedimentària que prové de l'erosió d'una altra. Quan una roca és atacada per la meteorització física o química es transforma en partícules de mides diverses anomenades clasts. Generalment totes les roques i minerals poden aparèixer com clast: quars, feldespats, carbonats, arenisca, eclogita, esquistos i molts més.
Les roques clàstiques estan compostes de clasts de roques preexistents. En geologia també es fa servir el terme clàstic fent referència a més de les roques sedimentàries a les partícules en transport sedimentari, partícules al fons de rius o en dipòsits sedimentaris.
Els clasts de roca metamòrfica inclouen les bretxes formades en falles i algunes milonites i pseudotaquilites.
Les roques ígnies clàstiques inclouen roques volcàniques piroclàstiques com la tova volcànica, bretxes aglomerades i intrusives.

## Sediments clàstics
Les roques clàstiques sedimentàries estan compostes predominantment de peces trencades o clasts de roques més velles erosionades. Es classifiquen segons la mida de les partícules i el tipus de ciment, matriu i textura.